# Црква Светог великомученика Пантелејмона у Вукањи
Црква Светог великомученика Пантелејмона у Вукањи, насељеном месту на територији општине Алексинац, припада Епархији нишкој Српске православне цркве.
Црква посвећена Светом великомученику Пантелејмону подигнута је 2002. године. Црква је правоугаона грађевина са олтарском и певничким апсидама, звонаром и тремом испред улаза.